# جوني هانسن (مغني)
جوني هانسن (بالدنماركية: Johnny Hansen)‏ هو مغني دنماركي، ولد في 25 يوليو 1965.

## وصلات خارجية
- جوني هانسن على موقع IMDb (الإنجليزية)
- جوني هانسن على موقع ميوزك برينز (الإنجليزية)
- جوني هانسن على موقع ديسكوغز (الإنجليزية)
- جوني هانسن على موقع قاعدة بيانات الفيلم (الإنجليزية)